# Dalibor Štys
Dalibor Štys (ur. 1 września 1962 w Pradze) – czeski biochemik i nauczyciel akademicki, profesor, w latach 1999–2000 wiceminister zdrowia, od 2013 do 2014 minister szkolnictwa, młodzieży i sportu.

## Życiorys
W 1987 ukończył studia na Uniwersytecie Karola w Pradze ze specjalnością chemia biofizyczna, pracował następnie do 1992 w Czechosłowackiej Akademii Nauk. W latach 1992–1995 był zatrudniony na Uniwersytecie w Lund, po powrocie do Czech w 1995 uzyskał stopień kandydata nauk na Akademii Nauk Republiki Czeskiej. Od tegoż roku zawodowo związany głównie z Uniwersytetem Południowoczeskim w Czeskich Budziejowicach. W latach 2002–2011 był dyrektorem jednego z instytutów na wydziale biologicznym, a w 2012 prodziekanem wydziału rybołówstwa i ochrony wód. Wykładał również m.in. na Uniwersytecie Technicznym w Libercu i jako profesor Politechniki Czeskiej w Pradze.
W 2012 został dyrektorem departamentu badań i rozwoju w Ministerstwie Szkolnictwa, Młodzieży i Sportu. W lipcu 2013 stanął na czele tego resortu w technicznym rządzie Jiříego Rusnoka. Urząd ministra sprawował do stycznia 2014.